# Бодрихин, Николай Георгиевич
Никола́й Гео́ргиевич Бодри́хин (род. 1954, Уссурийск, РСФСР) — российский писатель, историк авиации.

## Биография
Родился в семье военнослужащего. По образованию инженер-механик, окончил МВТУ им. Н. Э. Баумана. Второе высшее образование — литературного работника — получил заочно, окончив сценарный факультет ВГИК.
Публикуется с 1983 года, именно тогда на 16-й странице «Литературной газеты» появились юмористические рассказы авторства Николая Бодрихина. В том же 1983 году защитил диссертацию кандидата технических наук.
Печатался в «Литературной газете» три года, однако затем его творческие интересы сместились в область военной истории и, в частности, истории авиации.
К настоящему времени является автором нескольких десятков научно-технических и военно-исторических статей, нескольких сценариев и книг, часть из них опубликованы в Великобритании. Для популярной биографической серии «Жизнь замечательных людей» Николай Бодрихин написал шесть книг:
- «Кожедуб» (2010)
- «Туполев» (2011)
- «Плешаков» (2012, в соавторстве с Вл. Бирюковым)
- «Челомей» (2014)[1]
- «Сергей Капица» (2015, в соавторстве с А. Ю. Мостинской)
- «Герберт Ефремов» (2023)

Презентация биографии Туполева стала одним из событий МАКС-2011. К столетию П. С. Кутахова написал книгу «Главный маршал авиации Павел Степанович Кутахов». В 2016 году появились его книги «Главы военной авиации России. Первые сто лет» и «Пятьсот сражений Руси».
В 1998 году было издано первое в СССР и в России исследование об отечественных лётчиках-асах «Советские асы» (Москва: ЗАО КФК «ТАМП», 1998). В 2011 году издал книгу «Величайшие воздушные асы XX века», в 2017 году (совместно с Симоновым А. А.) издал труд «Боевые лётчики — дважды и трижды Герои Советского Союза» (Москва, Фонд «Русские витязи», 2017).
В настоящее время Николай Бодрихин работает над книгой об авиаконструкторе П. О. Сухом.
Сторонник теории лунного заговора.
В его томе ЖЗЛ о С. П. Капице отмечается предвзятость Нобелевского комитета к России.